# Fallon Sherrock
Fallon Sherrock (Milton Keynes, 1994. július 2. –) angol dartsjátékos. 2012-től 2020-ig a British Darts Organisation, majd 2019-től a Professional Darts Corporation tagja. Beceneve "Queen of the Palace". A 2015-ös BDO-dartsvilágbajnokságon a nők mezőnyében döntőt játszott, de ott 3–1 arányban kikapott Lisa Ashtontól.
2019. december 17-én az első női dartsjátékos lett, aki a PDC-dartsvilágbajnokságok történetében mérkőzést tudott nyerni, miután az első körben 3–2 arányban legyőzte honfitársát, Ted Evettset.

## Pályafutása
Sherrock 2012-ben a nők számára kiírt Jersey Opent, 2013-ban a Women's British Classicot nyerte meg.
2014 januárjában először vett részt a BDO-dartsvilágbajnokságon, ahol a nők mezőnyében a negyeddöntőig jutott, ahol az orosz Anasztaszija Dobromiszlova ellen maradt alul 2–1-es szettarányban.
Az egy évvel későbbi világbajnokságon egészen a döntőig jutott, az elődöntőben pedig sikerült visszavágnia Dobromiszlovának, akit 2–1-re győzött le, emellett pedig világbajnoki rekordot állított fel a női mezőnyben azzal, hogy öt 180-as kiszállót dobott a mérkőzésen. Ezt a mutatóját a döntőben eggyel tovább javította, de a hat 180-as kiszálló ellenére is alulmaradt 3–1 arányban Lisa Ashton ellen.
A következő években rendszerint a negyeddöntőkben búcsúzott a BDO világbajnokságain. 2019 decemberében elindult a PDC-dartsvilágbajnokságán, ahol december 17-én, az első körben 3–2-re legyőzte honfitársát, Ted Evettset. Ezzel ő lett az első női dartsjátékos, aki a Professional Darts Corporation világbajnokságának történetében mérkőzést tudott nyerni. A legjobb 32 közé jutásért rendezett második fordulóban a 11. helyen kiemelt Mensur Suljovićot győzte le 3–1-re. A 16 közé jutásért Chris Dobey ellen lépett tábla elé, és bár kétszer is szettelőnybe került, 2–2-es állást követően Dobey két szettet nyert és ezzel 4–2-vel ő jutott a következő körbe. A világbajnokság után a PDC bejelentette, hogy Sherrock indul a 2020-as World Series of Darts versenyein, valamint "kihívóként" szerepelhet a  Premier League második fordulójában Nottinghamben. A 2020-as BDO-dartsvilágbajnokság szervezői a 2019-es év végén bejelentették, hogy a várttól elmaradó jegyeladási adatok miatt csökkentik a játékosok között szétosztott nyereményalapot, melynek következtében menedzsmentje bejelentette, hogy Sherrock nem indul el a világbajnokságon.
Közvetlenül a világbajnokságot követően meghívást kapott, hogy vegyen részt a német ProSieben televíziós csatorna által szervezett Die Promi-Darts-WM  elnevezésű vegyes páros versenyen Phil Taylor, Michael van Gerwen, Gerwyn Price, Max Hopp és Peter Wright társaságában. A más sportágak hírességeit is felvonultató hírverő tornán az olaszok világbajnok labdarúgójával, Luca Tonival indult párban, és kapott ki 3–1-re Phil Taylor és Daniel Boschmann párosától.
A 2020-as Premier League-sorozatban "kihívóként" lépett színpadra a Nottinghamben rendezett második fordulóban, ahol 6–6-os döntetlent játszott Glen Durranttel.
2021 szeptemberében a Nordic Darts Mastersen a torna során többek közt Dimitri Van den Berghet is kiejtetve bejutott a döntőbe, és bár ott vezetett is, végül 11–7-re kikapott Michael van Gerwentől. Október végén a PDC Women Series kilenc állomásából ötöt megnyerve kvalifikálta magát a 2022-es PDC-dartsvilágbajnokságra. Egy hónappal később a Grand Slam of Darts csoportkörében a 2. fordulóban 5–0-ra győzte le a belga Mike De Deckert, 101,55 pontos körátlagával pedig új csúcsot állított fel, ami a női versenyzőket illeti a Grand Slam of Darts történetét tekintve. A 3. fordulóban a német Gabriel Clemenst 5–3-ra győzte le, a mérkőzést a legmagasabb, 170-es kiszállóval befejezve. Ezzel a két győzelemmel bejutott a sorozat nyolcaddöntőjébe, ahol Mensur Suljovićot győzte le 10–5 arányban. A negyeddöntőben Peter Wrighttól kapott ki 16–13-ra.
2023. augusztus 25-én Sherrock a Modus Super Series során Adam Lipscombe ellen egy televíziós kilencnyilast dobott, így ő lett az első nő a sportág történelmében, aki televíziós kilencnyilast dobott.

## Magánélete
Ikertestvére, Felicia szintén dartsjátékos, a 2011-es WDF-Európa-kupán együtt indultak a párosok versenyében. 2014-ben született meg fia, Rory, az év végén pedig súlyos vesebetegsége lett, aminek következtében felduzzadt az arca, állapota pedig életveszélyes volt. A 2016-os versenyszezont szinte teljes egészében kihagyta, majd még betegen, felduzzadt arccal állt a táblák elé és az immunkezeléseknek köszönhetően idővel legyőzte a betegséget, bár a folyadékbevitelre és pótlásra fokozottan figyelnie kell azok befejezése után és versenyzés közben is.
Jelenleg élettársi kapcsolatban él Cameron Menzies skót dartsjátékossal.

## Döntői

### BDO nagytornák: 5 döntős szereplés
| Történet                 |
| BDO Világbajnokság (0–1) |
| World Masters (0–1)      |
| BDO World Trophy (1–0)   |
| Finder Masters (1–1)     |

| Eredmény | Sorszám | Év   | Bajnokság                | Ellenfél a döntőben        | Pontok   |
| Döntős   | 1.      | 2014 | World Masters (női)      | Anasztaszija Dobromiszlova | 1–4 (sz) |
| Döntős   | 2.      | 2015 | BDO Világbajnokság (női) | Lisa Ashton                | 1–3 (sz) |
| Győztes  | 1.      | 2015 | Finder Masters (női)     | Anasztaszija Dobromiszlova | 2–0 (sz) |
| Győztes  | 2.      | 2018 | BDO World Trophy (női)   | Lorraine Winstanley        | 6–3 (l)  |
| Döntős   | 3.      | 2018 | Finder Masters (női)     | Lisa Ashton                | 1–2 (sz) |

### PDC World Series of Darts tornák: 1 döntős szereplés
| Történet                    |
| World Series of Darts (0–1) |

| Eredmény | Sorszám | Év   | Bajnokság            | Ellenfél a döntőben | Pontok   |
| Döntős   | 1.      | 2021 | Nordic Darts Masters | Michael van Gerwen  | 7–11 (l) |

## Tornagyőzelmei
| PDC Women's Series - Women's Series: 2020, 2021 (x6), 2022 (x3), 2023 (x5), 2024 (x3) - Girls World Masters: 2012 - WDF Girls World Cup: 2011 - ADC Womens Winmau Championship Tour: 2024 (x1) - BDO Gold Cup: 2015, 2017 - Belfry Open: 2018 - British Classic: 2013, 2015 - British Pentathlon: 2015 - Bruges Open: 2018 - Denmark Masters: 2015, 2019 - Denmark Open: 2019 - England Matchplay: 2018 - England National Championships: 2015, 2018 - England National Singles: 2021 | - England Open: 2015 - French Open: 2015 - Helvetia Open: 2018, 2019 - Isle of Man Classic: 2020 - Isle of Man Masters: 2020 - Isle of Man Open: 2018, 2020 - Japan Open: 2015, 2016 - Jersey Classic: 2013 - Jersey Open: 2012, 2013 - Scottish Open: 2017, 2024 - Slovak Open: 2018 - Swiss Open: 2017, 2018 - Tops of Ghent: 2014 - WDF Virtual Cup: 2020 - Welsh Classic: 2022 - Welsh Masters: 2018 - Women's World Matchplay: 2022 |

## Világbajnoki szereplései

### BDO
- 2014: Negyeddöntő (vereség  Anasztaszija Dobromiszlova ellen 1–2)
- 2015: Döntő (vereség  Lisa Ashton ellen 1–3)
- 2016: Első kör (vereség  Ann-Louise Peters ellen 1–2)
- 2017: Negyeddöntő (vereség  Lisa Ashton ellen 0–2)
- 2018: Negyeddöntő (vereség  Lisa Ashton ellen 0–2)
- 2019: Negyeddöntő (vereség  Maria O'Brien ellen 0–2)

### PDC
- 2020: Harmadik kör (vereség  Chris Dobey ellen 2–4)
- 2022: Első kör (vereség  Steve Beaton ellen 2–3)
- 2023: Első kör (vereség  Ricky Evans ellen 2–3)
- 2024: Első kör (vereség  Jermaine Wattimena ellen 1–3)
- 2025: Első kör (vereség  Ryan Meikle ellen 2–3)

## Kilencnyilasai
| Dátum               | Ellenfél         | Torna              | Kombináció                      | Díjazás |
| ------------------- | ---------------- | ------------------ | ------------------------------- | ------- |
| 2023. március 18.   | Marco Verhofstad | Challenge Tour 9   | 3 x T20; 3 x T20; T20, T19, D12 | N/A     |
| 2023. augusztus 25. | Adam Lipscombe   | MODUS Super Series | 3 x T20; 3 x T20; T20, T19, D12 | N/A     |

1. ↑  Nem televíziós torna
2. ↑  Televíziós torna